# مايك فيشر (مهندس)
مايك فيشر (بالإنجليزية: Mike Fisher)‏ هو مهندس أمريكي، ولد في 13 مارس 1943 في هوليوود في الولايات المتحدة.

## وصلات خارجية
- مايك فيشر على موقع DriverDB.com (الإنجليزية)